# Raising Cain
Raising Cain is een Amerikaanse psychologische thriller uit 1992 onder regie van Brian De Palma, die zelf het verhaal schreef. Hoofdrolspeler John Lithgow en bijrolspeelster Frances Sternhagen werden voor hun spel in deze film allebei genomineerd voor een Saturn Award.

## Verhaal
Carter Nix is een gerespecteerd kinderpsycholoog en lijkt gelukkig getrouwd met oncologe Jenny. Samen hebben ze een tweejarig dochtertje, Amy. Jenny vindt alleen dat Carter zich de laatste tijd apart gedraagt, dat hij bijna obsessief bezig lijkt met de ontwikkeling van Amy. Dit baart haar zorgen omdat zijn vader (ook Lithgow) evenals hem kinderpsycholoog was, maar de politie achter zich aan kreeg vanwege onorthodoxe meervoudige persoonlijkheidsstoornis-experimenten met door hem ontvoerde kinderen. Daarop vluchtte hij naar Noorwegen, waar hij spoorloos verdween en mogelijk zelfmoord pleegde.
Wanneer Jenny een cadeautje voor Carter gaat kopen, loopt ze in een winkel haar oude liefde Jack Dante tegen het lijf en raakt opnieuw romantisch geïnteresseerd in hem. Haar zorgen over Carter zijn niettemin terecht. Buiten haar zichtsveld blijkt ook hij een keur aan persoonlijkheden in zich te dragen die onafhankelijk van elkaar om en om naar buiten treden. Hijzelf heeft hier geen weet van, maar denkt dat de gewelddadige Caine (ook Lithgow) zijn tweelingbroer is. Daarnaast huizen ook de persoonlijkheden van het kwetsbare jongetje Josh en de felle moeder Margot in hem. Carter is in opdracht van zijn vader (van wie het lang onduidelijk blijft of hij echt of nóg een alternatieve persoonlijkheid van Carter is) begonnen aan het verzamelen van vijf kinderen voor nieuwe experimenten. Amy is er daar een van, maar aan de andere vier probeert hij te komen door alleenstaande moeders te vermoorden en hun kinderen te ontvoeren. Hij denkt zelf alleen dat hij met pijn en moeite de ontvoeringen uitvoert en de gemene Caine de moorden pleegt. Carter zou dit zelf nooit kunnen omdat hij zacht van aard is.
Tijdens een bezoek aan het park ziet Carter zijn echtgenote en Dante samen. Dit doet hem groot verdriet, maar 'Caine' zegt toe alles voor hem op te lossen. Wanneer Jenny later thuiskomt, smoort Carter/Caine haar met een kussen. Daarna zet hij haar in hun auto, waarin ook de vermoorde Nan in de kofferbal ligt, wiens kind hij ontvoerde. Hij laat de wagen met de vrouwen erin een meer inrijden en zinken. Vervolgens gaat hij naar de politie om Jenny en Amy als vermist op te geven. Hij heeft Nans bloed aan Dantes jas gesmeerd en geeft een profielschetser een beschrijving van de man als 'een verdacht persoon bij de speeltuin, maar zonder kind'.
Op het politiebureau wordt Carter gezien door dr. Lynn Waldheim. Zij werkte samen met Carters vader aan diens onderzoeken naar meervoudige persoonlijkheidsstoornissen, voordat hij strafbare feiten beging. Ze vindt de uiterlijke gelijkenis tussen Carter en zijn vader opzienbarend en vertelt enkele agenten die met een reeks vermissingen bezig zijn over haar ervaringen met Carters vader. Nix Sr. bleek een geheime patiënt te hebben met de codenaam 'Caine'. Zij kreeg die nooit persoonlijk te zien, maar zijn onderzoeksresultaten vormden de belangrijkste bron voor het boek dat zij en Dr. Nix Sr. schreven over hun onderzoek naar meervoudige persoonlijkheidsstoornissen, getiteld ' Raising Caine '. Tijdens het bestuderen van de onderzoeksgegevens, raakte Waldheim er niettemin van overtuigd dat het ziekteproces dat Caine doorliep alleen zo kan zijn gelopen als Nix Sr. deze zelf traumatische dingen aandeed, zodat die op precies de geplande momenten persoonlijkheden ontwikkelde.
Het wordt duidelijk dat Dr. Nix Sr.'s eigen zoon Carter 'codenaam Caine' is wanneer Jenny opduikt. Zij is levend uit de auto in het meer gekomen en heeft aangifte tegen Carter gedaan, die wordt opgepakt. Waldheim wil tijdens gesprekken met hem boven krijgen waar hij de ontvoerde kinderen heeft gelaten. Daarvoor moet ze zich door een woud van persoonlijkheden van Carter heenwerken om uit te komen bij die ene ervan die het weet.

## Rolverdeling
| Acteur             | Personage                            |
| ------------------ | ------------------------------------ |
| John Lithgow       | Cain / Dr. Carter Nix / Josh / Margo |
| Lolita Davidovich  | Jenny                                |
| Steven Bauer       | Jack Dante                           |
| Frances Sternhagen | Dr. Lynn Waldheim                    |
| Gregg Henry        | Lt. Terri                            |
| Tom Bower          | Sgt. Cully                           |
| Mel Harris         | Sarah                                |
| Teri Austin        | Karen                                |
| Gabrielle Carteris | Nan                                  |